# Ladislau Simon
Ladislau Şimon (Ungerska: László Simon) född den 25 september 1951 i Târgu Mureș, Rumänien, död 12 maj 2005, var en rumänsk brottare som tog OS-brons i supertungviktsbrottning i fristilsklassen 1976 i Montréal. Han tillhör den ungerska minoriteten i Transsylvanien.[källa behövs]